# Family Matters (canción)
«Family Matters» es una diss track del rapero canadiense Drake, lanzada el 3 de mayo de 2024. La pista sirve como respuesta a varias canciones («Champagne Moments», «All to Myself», «Show of Hands», «Euphoria» y «6:16 in LA»). Drake apunta a varios raperos, como Kendrick Lamar, Future, Rick Ross, A$AP Rocky,junto con el cantante The Weeknd y el productor discográfico Metro Boomin. Lamar respondió a «Family Matters» 20 minutos después con la canción «Meet the Grahams»,acabando con la carrera del canadiense.

## Antecedentes y lanzamiento
Drake publicó «Buried Alive Interlude (remix)» como promoción de «Family Matters» en su Instagram oficial.
El sencillo fue lanzado por Drake el 3 de mayo de 2024 en todas las plataformas de transmisión junto con un videoclip que lo acompaña en YouTube.

## Video musical
El vídeo musical de «Family Matters» comienza con un homenaje de Drake a 50 Cent con una antigua cadena giratoria G-Unit y su respuesta a la mención de FUBU por parte de Lamar en «Euphoria». El vídeo muestra una furgoneta similar a la Dodge Caravan de la madre de Lamar, que apareció en la portada de la edición de lujo de Good Kid, M.A.A.D. City, siendo aplastada en un depósito de chatarra. Luego, Drake hace alarde de joyas de la colección de Pharrell Williams, incluido el anillo de Tupac Shakur, un ídolo personal de Lamar. Referencias a la vida personal de Lamar surgen en pasteles con la inscripción Happy Divorce («Feliz divorcio») y Happy Co-parenting («Feliz crianza compartida»), implicando que Lamar se separará. Muestra también escenas de Drake en el estudio, una figura de acción de Michael Jackson y Drake con una cadena anillada. El vídeo musical también muestra a Drake visitando el restaurante chino New Ho King al que hace referencia Lamar en «Euphoria».

## Secuelas
Lamar lanzó su canción de respuesta «Meet the Grahams» 20 minutos después del lanzamiento de «Family Matters».